# Оливер Мандић
Оливер Мандић (Титово Ужице, 13. јул 1953) српски је певач и композитор популарне музике. Био је једна од најистакнутијих звезда београдског новог таласа прве половине осамдесетих година.

## Биографија
У младости се образовао у музичкој школи Станковић у Београду са намером да постане пијаниста класичне музике (у време активне каријере био је један од ретких југословенских рок и поп музичара који су имали подлогу класичног музичког образовања, укључујући ту и читање/писање нота). Остао је запамћен у музичким круговима бивше Југославије по бескомпромисно високим стандардима које је захтевао у вези сопствене музичке продукције, укључујући квалитет материјала, првокласну студијску опрему и потпуну увежбаност музичара у студију/на концертима. Дискографски опус Оливера Мандића је бројчано скроман, али је обиловао хитовима и показао се као изузетно комерцијалан.
Оливер Мандић се представио широј публици кроз ТВ емисију "Београд ноћу", која је емитована упоредо са изласком првог албума "Пробај ме" 1981. године. Емисија се састојала од видео-спотова за песме са плоче. Режисер је био Станко Црнобрња, а костиме и Мандићев изглед осмислио је концептуални уметник Коста Бунушевац (исти костими су коришћени и на омоту првог албума). Део јавности је био озбиљно испровоциран Мандићевим трансвестизмом, али је без обзира на контроверзност емисија добила награду "nagrada grada Montrea" а потом и комерцијално објављена на видео-касети, што је било несвакидашње за тадашњу музичку сцену.
Оливер Мандић је био победник првог и другог фестивала популарне музике МЕСАМ (1984. и 1985. године).
Написао је музику за филмове Национална класа (учешће; 1979) и Последњи круг у Монци (1989)
Године 1991. Оливер Мандић је краткотрајно био члан београдске групе Рибља чорба. Замисао је била да Оливер Мандић постане клавијатуриста састава, а требало је и да креативно учествује у стварању плоче "Лабудова песма" са половином нумера. Оливер Мандић и Рибља чорба су снимили комплетан материјал за ову плочу у Бечу крајем 1991. године (укључујући и песме са Мандићевом музиком, на којима је вокале отпевао Бора Ђорђевић), али су се пре изласка албума Оливер Мандић и Бора Ђорђевић посвађали тако да је сарадња напрасно прекинута. Плоча Рибље чорбе "Лабудова песма" се ипак појавила на тржишту 1992. године, али се на њој нису налазиле нумере чији је аутор музике био Оливер Мандић услед издејствоване судске забране (ово скраћено издање албума је имало свеукупно осам песама, пола од планираног броја). Оливерове песме снимљене са Рибљом чорбом су данас доступне само у облику пиратских снимака, а због свога квалитета и својеврсног звука (несвакидашња комбинација Оливерових клавијатура и Бориног гласа) врло су цењене међу колекционарима.
Жељко Ражнатовић Аркан је био Мандићев кум, а познавали су се наводно још од детињства. Када је почео рат у Хрватској, Оливер Мандић је приступио Аркановој Српској добровољачкој гарди и отишао на ратиште, где је обављао дужност интенданта задуженог за набавку цигарета и осталих потрепштина (Српској Добровољачкој Гарди су приступиле још неке личности јавног профила, на пример Тони Монтано и Душан Прелевић). Мандић је власник београдског кафића Jazz.
Оливер је критиковао рад Горана Бреговића, Бијелог дугмета и других који су развијали врсту музике коју он описује као "сељачки рок" и "пастирски рок", посебно цитирајући Бреговићево одсуство музичког образовања ("Музика Горана Бреговића за мене је права хумористичка серија Бенија Хила"). Оливер Мандић је имао изразито негативно мишљење према сарајевској музичкој сцени која се развила током осамдесетих година (састави Хари Мата Хари, Мерлин, Плави оркестар, Црвена јабука и други, које је Мандић отворено називао "Rock and Roll абортусима"; видети такође: "Нови примитивизам“). Са друге стране, ценио је Здравка Чолића као изванредног професионалца, и са њиме сарађивао још седамдесетих година.
Током деведесетих година (и касније) писао је музику и аранжмане за разноразне звезде турбо-фолка (овај извор прихода су такође - некад отворено а некад притајено - користили и Бора Ђорђевић, Момчило Бајагић Бајага и многи други прваци бивше југословенске рок и поп сцене).
Године 1997, се успротивио демонстрацијама опозиционих странака и напао учешће својих колега музичара и режисера, за које је навео да су за време рата били у иностранству, или пак добили од државе средства за снимање филмова или станове ("... То је по оној старој изреци - 'рани куче да те уједе").
Након дуго времена, Оливер је наступио на митингу „Будућност Србије” 19. априла 2019. године и том приликом отпевао једну песму.
29.6.2021. године, поводом Видовдана, добитник је Златне медаље за заслуге.

## Фестивали
МЕСАМ:
- Питају ме, питају, победничка песма, '84
- Помагајте другови, победничка песма, '85

## Дискографија

### Синглови
- „Љуљај ме нежно"/"Шума"[10] (ПГП РТБ, 1978)
- „Сутра имам празан стан"/"Ослони се на мене“ (ПГП РТБ, 1979)

### Албуми
- „Пробај ме“ (ПГП РТБ, 1981)
- „Због тебе бих туцао камен“ (Југотон, 1982)
- „Дође ми да вриснем твоје име“ (Југотон, 1985)
- "Кад љубав убије"[11]

### Компилације
- „Све најбоље"[12] (Југотон, 1987)
- „Смејем се а плакао бих“ (ПГП РТС, 1993)[13]
- ""[14] (Adamol, 1994. / City Records, 2002). Омот компилације из 1994. краси слика Драгана Малешевића Тапија, „Топло-Хладно“.

### Остала издања
- „Тајна"/"Прошло је све“ (ПГП РТБ, 1974)[15] - сингл плоча
- „Национална Класа“ (ПГП РТБ, 1979)[16]
- „Деца без адресе“ (ПГП РТБ, 1988)[17]
- "12 популарних дуета - у двоје је најлепше“ (Југотон, 1990)[18]

### Видео издања
- „Београд ноћу“ (ПГП РТБ, 1981)[19]

## Награде и признања
- Златна медаља за заслуге (Република Србија)[20]